# Грыжник седой
Гры́жник седо́й, или грыжник седоватый (лат. Herniária incána) — вид травянистого растения рода Грыжник (Herniaria) семейства Гвоздичные (Caryophyllaceae).

## Ботаническое описание
Многолетнее растение высотой 10—25 см с многочисленными распростёртыми или восходящими сильно ветвистыми стеблями, одревесневающими при основании. Корневище толстое.
Листья обычно серовато-зеленоватые (лишь при плодоношении иногда желтоватые), голые или слабо коротко опушённые, 5-18 мм длиной и 1-3 мм шириной. Прилистники 1,5-3 мм длиной, яйцевидные или широкояйцевидные, по краю реснитчатые.
Цветки 1,5-2 мм длиной собраны в пазухах листьев клубочками; клубочки иногда на заметных ножках. Прицветники мелкие, сходные с прилистниками. Чашечка иногда слегка открытая, с сомкнутыми чашелистиками яйцевидно-овальной формы, густо опушённая длинными беловатыми волосками, иногда на конце крючкообразно загнутыми. Венчик 5-членный. Тычинок 5. Столбик отсутствует или очень короткий, два рыльца сидят прямо на завязи.
Плод — коробочка.
Цветёт в июне — июле. Плодоносит в июле
Диплоидное число хромосом — 2n=72.

## Распространение и экология
Общее распространение: Средняя Европа, Западное и Восточное Средиземноморье, Балканский полуостров и Малая Азия, Арм.-Курд., Иран.

В средней полосе европейской части России распространён в Воронежской и Саратовской обл. На Северо-Западном Кавказе в Новороссийском и Таманском ландшафтно-флористических районах.
Произрастает по глинистым степям, каменистым склонам, меловым обнажениям.
Гемикриптофит

## Значение и применение
Скотом не поедается. Ядовит. 

## Таксономия
|  |                                      |  |                                                             |                                                             |                      |  | ещё 28 семейств | ещё 28 семейств    |                         |  |  |  | ещё несколько видов, в том числе Грыжник волосистый |
|  |                                      |  |                                                             |                                                             |                      |  | ещё 28 семейств | ещё 28 семейств    |                         |  |  |  | ещё несколько видов, в том числе Грыжник волосистый |
|  |                                      |  |                                                             | порядок Гвоздичноцветные                                    |                      |  |                 |                    | род Грыжник (Herniaria) |  |  |  |                                                     |
|  |                                      |  |                                                             | порядок Гвоздичноцветные                                    |                      |  |                 |                    | род Грыжник (Herniaria) |  |  |  |                                                     |
|  | отдел Цветковые, или Покрытосеменные |  |                                                             |                                                             | семейство Гвоздичные |  |                 |                    | вид Грыжник седой       |  |  |  |                                                     |
|  | отдел Цветковые, или Покрытосеменные |  |                                                             |                                                             | семейство Гвоздичные |  |                 |                    |                         |  |  |  |                                                     |
|  |                                      |  | ещё 44 порядка цветковых растений (согласно Системе APG II) | ещё 44 порядка цветковых растений (согласно Системе APG II) |                      |  |                 | ещё около 80 родов | ещё около 80 родов      |  |  |  |                                                     |
|  |                                      |  |                                                             | ещё 44 порядка цветковых растений (согласно Системе APG II) |                      |  |                 |                    | ещё около 80 родов      |  |  |  |                                                     |

Синоним Herniaria besseri Fisch. ex Hornem..
Тип: описан из Франции.